# Copa América de Futsal 2008
La Copa América de Futsal 2008 fue la IX edición del certamen desde que este se celebra bajo el reglamento de la FIFA. Esta versión del torneo se realizó en Mercedes y Canelones (Uruguay), entre el 23 y 29 de junio el 2008, siendo la primera oportunidad que se desarrolló este evento en dicho país. Fue organizado por la Confederación Sudamericana de Fútbol (CONMEBOL). Para esta edición participaron las 10 selecciones de futsal de la confederación. El torneo concedió 3 cupos para el Mundial de Futsal de 2008 a disputarse en Brasil.
El torneo fue ganado por Brasil ratificando su rótulo de claro favorito para ganar la cita mundialista

## Equipos participantes
Las diez selecciones de futsal miembros de la CONMEBOL participaron en este torneo.
- Argentina
- Bolivia
- Brasil
- Chile
- Colombia
- Ecuador
- Paraguay
- Perú
- Uruguay
- Venezuela

## Primera fase[4]
Los horarios corresponden a la hora de Uruguay (UTC-3)

### Grupo A
| Equipo    | Pts | PJ | PG | PE | PP | GF | GC | Dif |
| --------- | --- | -- | -- | -- | -- | -- | -- | --- |
| Argentina | 6   | 2  | 2  | 0  | 0  | 5  | 1  | +4  |
| Colombia  | 3   | 2  | 1  | 0  | 1  | 6  | 6  | 0   |
| Venezuela | 0   | 2  | 0  | 0  | 2  | 4  | 8  | -4  |

| 23 de junio de 2008 | Argentina | 2:1 | Colombia |  |  |

| 24 de junio de 2008-18:00 | Colombia | 5:4 | Venezuela |  |  |

| 25 de junio de 2008 | Argentina | 3:0 | Venezuela |  |  |

### Grupo B
| Equipo   | Pts | PJ | PG | PE | PP | GF | GC | Dif |
| -------- | --- | -- | -- | -- | -- | -- | -- | --- |
| Paraguay | 6   | 2  | 2  | 0  | 0  | 12 | 1  | +11 |
| Perú     | 1   | 2  | 1  | 1  | 1  | 5  | 10 | -5  |
| Bolivia  | 1   | 2  | 0  | 1  | 1  | 4  | 10 | -6  |

| 23 de junio de 2008 | Paraguay | 6:0 | Bolivia |  |  |

| 24 de junio de 2008 | Perú | 4:4 | Bolivia |  |  |

| 25 de junio de 2008 | Paraguay | 6:1 | Perú |  |  |

### Grupo C
| Equipo  | Pts | PJ | PG | PE | PP | GF | GC | Dif |
| ------- | --- | -- | -- | -- | -- | -- | -- | --- |
| Brasil  | 9   | 3  | 3  | 0  | 0  | 35 | 2  | +33 |
| Uruguay | 6   | 3  | 2  | 0  | 1  | 11 | 12 | -1  |
| Ecuador | 3   | 3  | 1  | 0  | 2  | 11 | 18 | -7  |
| Chile   | 0   | 3  | 0  | 0  | 3  | 5  | 30 | -25 |

| 23 de junio de 2008 | Uruguay | 6:2 | Chile |  |  |

| 23 de junio de 2008 | Brasil | 11:1 | Ecuador |  |  |

| 24 de junio de 2008 | Uruguay | 4:2 | Ecuador |  |  |

| 24 de junio de 2008 | Brasil | 16:0 | Chile |  |  |

| 25 de junio de 2008 | Uruguay | 1:8 | Brasil |  |  |

| 25 de junio de 2008 | Ecuador | 8:3 | Chile |  |  |

## Fase final

### Partidos por el 9°, 7° y 5° puesto
- Partido por el 9° puesto

| 26 de junio de 2008 | Venezuela | 3:0 | Chile |  |  |

- Partido por el 7° puesto

| 26 de junio de 2008 | Perú | 5:2 | Bolivia |  |  |

- Partido por el 5° puesto

| 26 de junio de 2008 | Colombia | 6:1 | Ecuador |  |  |

### Semifinales
| 27 de junio de 2008 | Argentina | 2:5 | Brasil |  |  |

| 27 de junio de 2008 | Uruguay | 3:1 (t.s.) | Paraguay |  |  |

### Tercer puesto
| 28 de junio de 2008 | Argentina                                | 3:2 | Paraguay                        |  |  |
|                     | Lucas Mainá Matías Lucuix Carlos Sánchez |     | Marcos Benítez Carlos Chilavert |  |  |

### Final
| 28 de junio de 2008 | Uruguay                             | 2:6 | Brasil                              |  |  |
|                     | Andrés D'Alesandro Fabián Hernández |     | Falcao (2) Wilde (2) Schumacher (2) |  |  |

| Brasil                    |
| Campeón Brasil 8.º título |

### Tabla general
| Equipo | Equipo    | Pts | PJ | PG | PE | PP | GF | GC | Dif |
| ------ | --------- | --- | -- | -- | -- | -- | -- | -- | --- |
| 1      | Brasil    | 15  | 5  | 5  | 0  | 0  | 46 | 6  | 40  |
| 2      | Argentina | 9   | 4  | 3  | 0  | 1  | 10 | 8  | +2  |
| 3      | Uruguay   | 7   | 5  | 2  | 1  | 2  | 14 | 19 | -5  |
| 4      | Paraguay  | 7   | 4  | 2  | 1  | 1  | 15 | 5  | +10 |
| 5      | Colombia  | 6   | 3  | 2  | 0  | 1  | 12 | 7  | +5  |
| 6      | Perú      | 4   | 3  | 1  | 1  | 1  | 10 | 12 | -2  |
| 7      | Venezuela | 3   | 3  | 1  | 0  | 2  | 7  | 8  | -1  |
| 8      | Ecuador   | 3   | 4  | 1  | 0  | 3  | 12 | 24 | -12 |
| 9      | Bolivia   | 1   | 3  | 0  | 1  | 2  | 6  | 15 | -9  |
| 10     | Chile     | 0   | 4  | 0  | 0  | 4  | 5  | 22 | -17 |

## Clasificados alMundial de Futsal 2008
| Brasil | Uruguay | Argentina | Paraguay |
| Brasil | Uruguay | Argentina | Paraguay |
| ------ | ------- | --------- | -------- |